# Vodice (Slovenia)
Vodice è un comune di 4 384 abitanti della Slovenia centrale.

## Suddivisione
Il comune di Vodice è suddiviso in 16 frazioni:
- Bukovica pri Vodicah
- Dobruša
- Dornice
- Koseze
- Polje pri Vodicah
- Povodje
- Repnje
- Selo pri Vodicah
- Skaručna
- Šinkov Turn
- Torovo
- Utik
- Vesca
- Vodice
- Vojsko
- Zapoge